# Szpital Uniwersytecki nr 2 im. Jana Biziela w Bydgoszczy

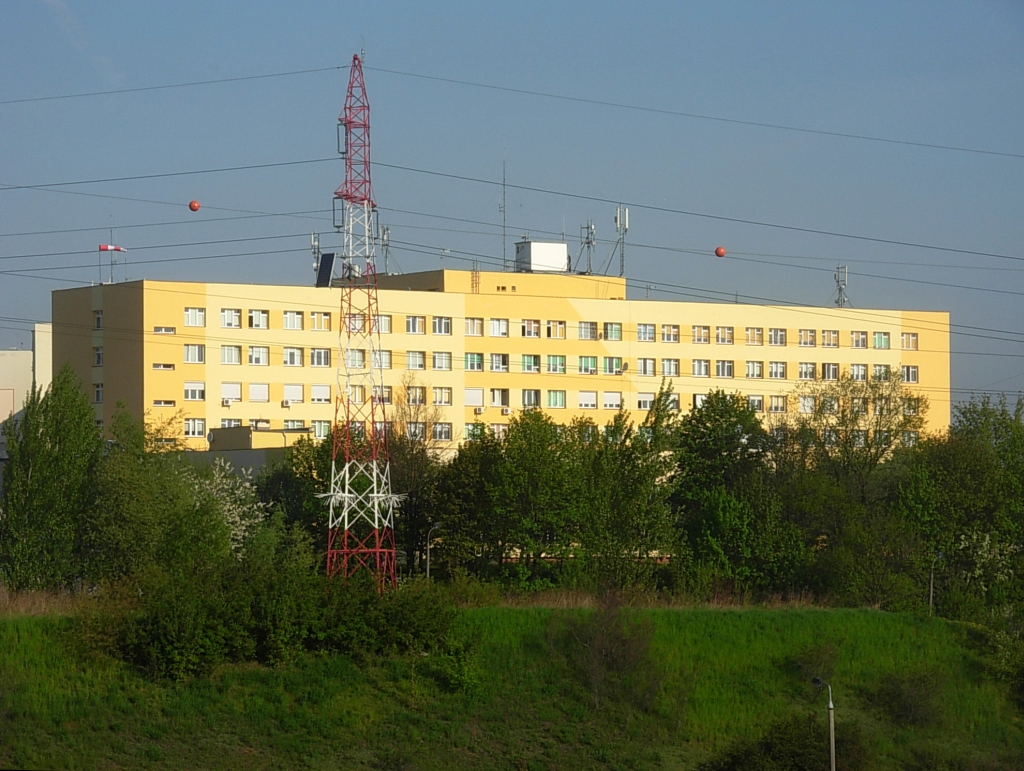
Skrzydło wschodnie

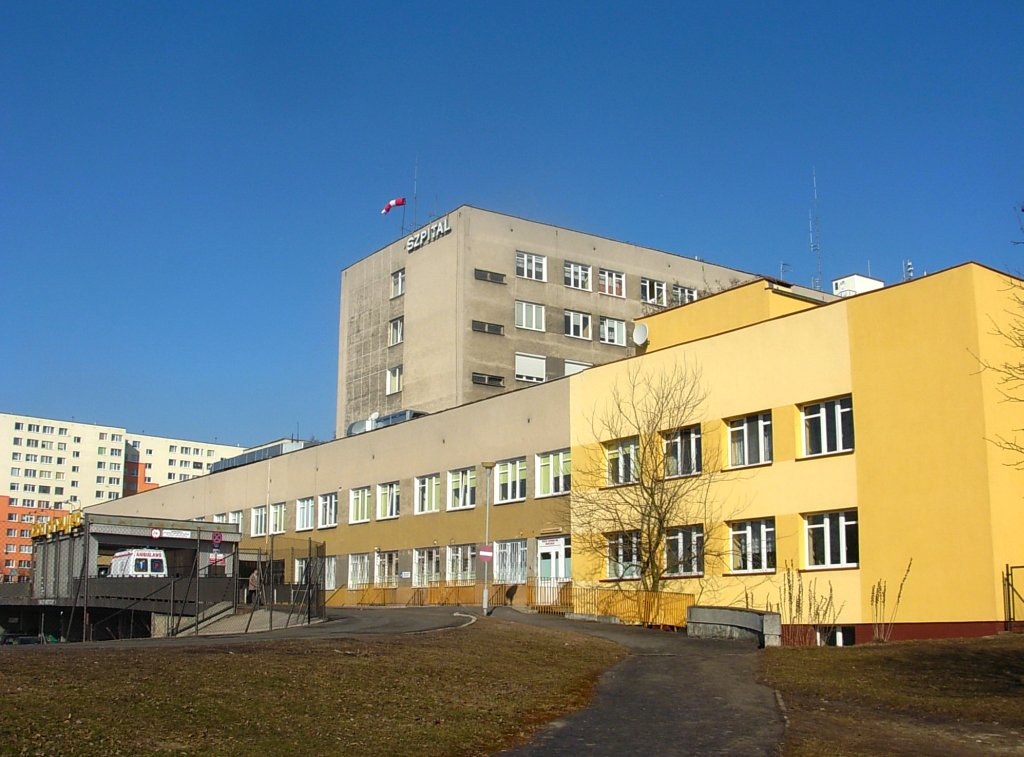
Podjazd dla karetek

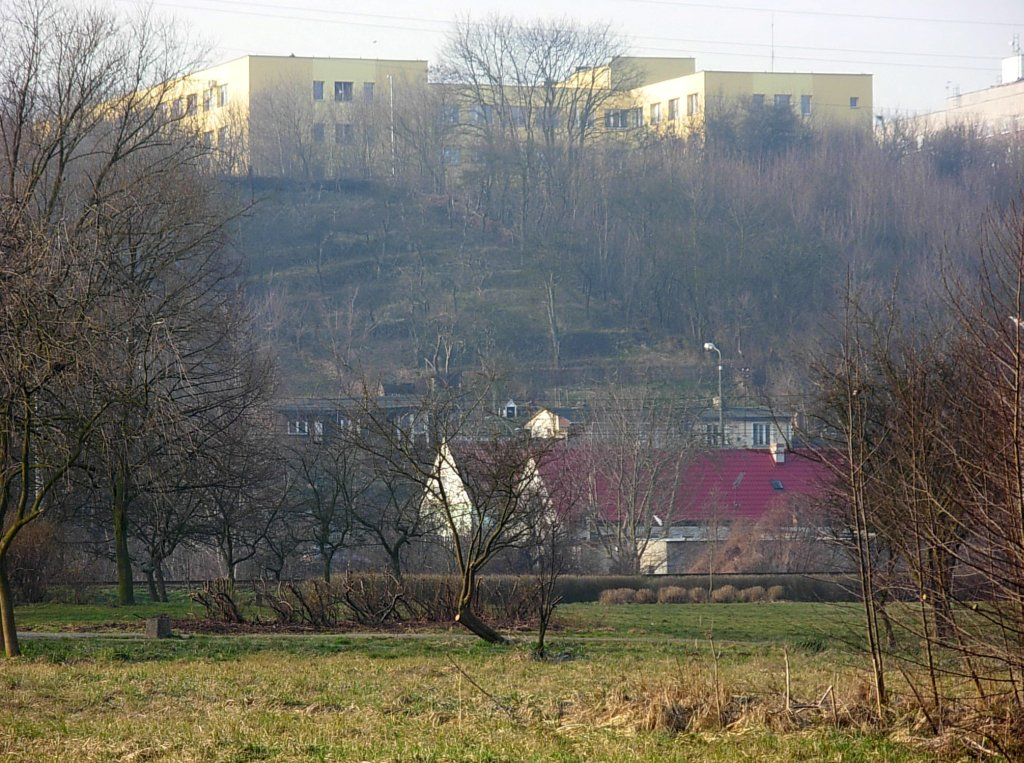
Szpital położony jest na Wzgórzu Wolności ponad Zboczem Bydgoskim

Szpital Uniwersytecki nr 2 im. dr. Jana Biziela w Bydgoszczy – szpital kliniczny, jeden z dwóch szpitali uniwersyteckich, stanowiących bazę dydaktyczną i naukową Collegium Medicum Uniwersytetu Mikołaja Kopernika.

## Charakterystyka
W szpitalu rocznie hospitalizowanych jest ok. 40 tys. pacjentów, wykonuje się 250 tys. porad specjalistycznych oraz ponad 11 tys. zabiegów. Lecznica posiada 21 klinik i oddziałów klinicznych, 75 poradni i pracowni, 2 przychodnie, 7 samodzielnych zakładów. Działa tu m.in. jedyny na obszarze Polski północnej ośrodek o profilu alergologiczno-immunologicznym (klinika alergologii, immunologii klinicznej i chorób wewnętrznych), oddział diagnozujący i leczący choroby naczyń obwodowych (oddział kliniczny chorób naczyń i chorób wewnętrznych) oraz klinika położnictwa, chorób kobiecych i ginekologii onkologicznej. Szpital specjalizuje się również w opiece nad noworodkami i wcześniakami. W placówce funkcjonuje szpitalny oddział ratunkowy (SOR) z lądowiskiem dla śmigłowca ratunkowego.
Organem tworzącym dla szpitala jest Collegium Medicum Uniwersytetu Mikołaja Kopernika w Bydgoszczy.

## Historia
Budowę szpitala rozpoczęto 18 lipca 1974 Głównym projektantem była mgr inż. Krystyna Jureko z bydgoskiego Miastoprojektu, inwestorem Wydział Zdrowia i Opieki Społecznej Urzędu Wojewódzkiego w Bydgoszczy, a wykonawcą Zjednoczenie Przedsiębiorstw Budowy Obiektów Użyteczności Publicznej „Budopol” w Bydgoszczy. Szpital powstał w oparciu o powtarzalny projekt inż. arch. Jerzego Szanajcy z Warszawskiego Biura Projektów Służby Zdrowia (szpitale tego typu zbudowano m.in. w Kutnie, Inowrocławiu, Pile, Gdańsku-Zaspie). Przyjęto projekt przeznaczony pierwotnie dla Bielska-Białej, rozbudowany o 2 budynki przeznaczone dla przewlekle chorych i oddziału dziecięcego. Obiekt zaprojektowano na 810 łóżek, w tym 610 w 8-kondygnacyjnym budynku głównym oraz 200 w dodatkowym pawilonie.
W styczniu 1978 r. powołano Dyrekcję Szpitala w Budowie. Szpital uroczyście otwarto 30 maja 1980 roku, nadając mu nazwę XXX-lecia (zmienioną w 1984 r. na XXX-lecia PRL). Z powodu rozbudowy Szpitala Wojewódzkiego im. A. Jurasza dla celów akademickich, przeniesiono tu wszystkie kliniki, oddziały i całe zaplecze tego szpitala, będące bazą bydgoskiej filii Akademii Medycznej w Gdańsku. Organizacyjnie wydzielono kliniki, które miały pozostać w szpitalu na stałe, pozostałe zaś podporządkowane były dyrekcji Szpitala Wojewódzkiego im. A. Jurasza.
1 stycznia 1985 r. zarządzeniem Ministra Zdrowia Szpital XXX-lecia PRL przekształcono w Państwowy Szpital Kliniczny, będący bazą szkoleniową studentów nowo utworzonej samodzielnej Akademii Medycznej w Bydgoszczy, lecz jedynie do czasu ukończenia rozbudowy Szpitala im. A. Jurasza, co nastąpiło w kwietniu 1989 roku. Od 1 stycznia 1988 stał się Szpitalem Wojewódzkim im. XXX-lecia PRL. W strukturze pozostawiono 3 kliniki Akademii Medycznej, które nie zostały przeniesione do Szpitala im. A. Jurasza. Uchwałą Wojewódzkiej Rady Narodowej z 26 kwietnia 1990 r. nazwę zmieniono na Szpital Wojewódzki im. dr. Jana Biziela.
W latach 90. XX w. trwało poszerzanie oferty szpitala o nowe kliniki i poradnie. W 2006 r. szpital dysponował 737 łóżkami. W 4 klinikach i 11 oddziałach leczono 37 tys. pacjentów, a do poradni przyszpitalnych zgłosiło się 184 tys. osób. 3 listopada 2008 szpital przekazano pod jurysdykcję Collegium Medicum Uniwersytetu Mikołaja Kopernika zmieniając nazwę na Szpital Uniwersytecki nr 2 im. dr. Jana Biziela.
W kwietniu 2021 r. Collegium Medicum im. Ludwika Rydygiera w Bydgoszczy podpisało umowę z firmą Alstal na rozbudowę szpitala.

### Nazwy
- 1980–1985 – Szpital Wojewódzki XXX-lecia
- 1985–1988 – Państwowy Szpital Kliniczny Akademii Medycznej w Bydgoszczy
- 1988–1990 – Szpital Wojewódzki XXX-lecia PRL
- 1990–2008 – Szpital Wojewódzki im. dr. Jana Biziela
- od 2008 – Szpital Uniwersytecki nr 2 im. dr. Jana Biziela

## Struktura organizacyjna

### Kliniki i oddziały kliniczne
- Klinika Alergologii, Immunologii Klinicznej i Chorób Wewnętrznych (z Pododdziałem Immunologii Klinicznej, Intensywna Terapia Alergologiczna)
- Klinika Angiologii
- Klinika Chirurgii Ogólnej i Małoinwazyjnej
- Klinika Foniatrii i Audiologii
- Klinika Gastroenterologii
- Klinika Hematologii
- Klinika Kardiologii, Farmakologii Klinicznej i Chorób Wewnętrznych (z Pododdziałem Rehabilitacji Kardiologicznej, Intensywna Terapia Kardiologiczna)
- Klinika Neonatologii wraz z Wyjazdowym Zespołem "N"
- Klinika Neurologii i Neurofizjologii Klinicznej (Centrum Interwencyjnego Leczenia Udarów Mózgu - Oddział Udarowy, Odział Neurologii)
- Klinika Neurochirurgii, Neurochirurgii Czynnościowej i Stereotaktycznej
- Klinika Okulistyki i Optometrii
- Klinika Otolaryngologii, Onkologii Laryngologicznej i Chirurgii Szczękowo -Twarzowej (z Pododdziałem Chemioterapii Otolaryngologicznej)
- Klinika Reumatologii i Układowych Chorób Tkanki Łącznej
- Klinika Urologii
- Klinika Położnictwa, Chorób Kobiecych i Ginekologii Onkologicznej (Pion Położnictwa i Patologii Ciąży, Pion Ginekologii Onkologicznej, Pododdział Ginekologii Onkologicznej,  Położniczy Punkt Przyjęć i Konsultacji, Ginekologiczny Punkt Przyjęć i Konsultacji)
- Oddział Kliniczny Chorób Wewnętrznych (Intensywna Terapia Internistyczno-Kardiologiczna)
- Oddział Kliniczny Medycyny Ratunkowej (przyjęcia w trybie nagłym i rejestracja w trybie planowym)
- Oddział Kliniczny Ortopedii i Traumatologii Narządu Ruchu (z Pododdziałem Wczesnej Rehabilitacji Narządu Ruchu)
- Oddział Anestezjologii i Intensywnej Terapii
- Centrum Jednodniowej Terapii Hematologicznej
- Centrum Terapii Onkologicznej

### Zakłady
- Zakład Diagnostyki Laboratoryjnej
- Zakład Endokrynologii i Diabetologii
- Zakład Krwiolecznictwa
- Zakład Mikrobiologii Klinicznej i Diagnostyki Molekularnej
- Zakład Patomorfologii, Placentologii i Hematopatologii Klinicznej
- Zakład Rehabilitacji
- Zakład Radiologii i Diagnostyki Obrazowej

### Przychodnie, poradnie i pracownie
W szpitalu znajduje się Przychodnia Alergologiczna z Pracownią Badań Czynnościowych Układu Oddechowego, Przychodnia Foniatryczno-Audiologiczna oraz 75 poradni specjalistycznych i pracowni dla dzieci i dorosłych.

## Patron
Patronem szpitala od kwietnia 1990 roku jest dr Jan Biziel (1858–1934) – lekarz i społecznik, uczestniczący w organizacji władz polskich w Bydgoszczy po odzyskaniu niepodległości. Praktykował w Chełmnie pod okiem dr Ludwika Rydygiera późniejszego profesora Uniwersytetu Jagiellońskiego. W Bydgoszczy zamieszkał w 1906 roku, działał w polskich organizacjach, był założycielem i prezesem Lekarskiego Towarzystwa Naukowego na Obwód Nadnotecki (1923), a w okresie międzywojennym przewodniczącym Rady Miejskiej Bydgoszczy. W 1930 r. został Honorowym Obywatelem Bydgoszczy.